# Ingolfiella ischitana
Ingolfiella ischitana är en kräftdjursart. Ingolfiella ischitana ingår i släktet Ingolfiella och familjen Ingolfiellidae. Inga underarter finns listade i Catalogue of Life.

## Bildgalleri

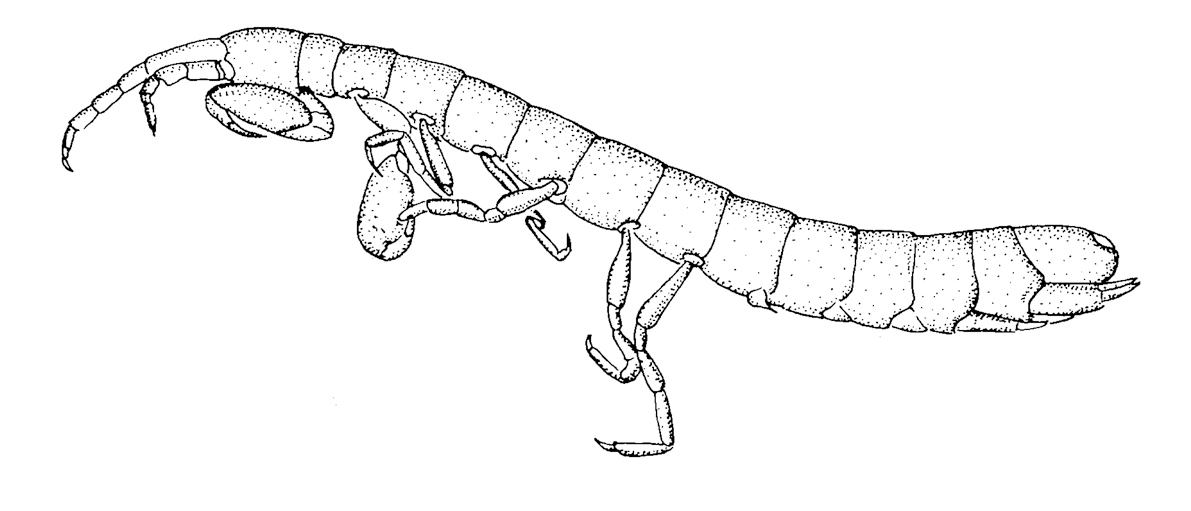